# Эгегик (залив)
Эгегик (англ. Egegik; юпик Igyagiim painga) — залив, расположенный в 69 км от города Диллингхем на Аляске и к северо-востоку от Бристольского залива. Одноимённый посёлок (юпик Igyagiiq) расположен на высоком утёсе на южном берегу реки Эгегик в верхней части залива. В пяти километрах к западу от залива находится аэропорт Игегик. Площадь поверхности — 35 км².

## История
Впервые эти территории посетили русские торговцы мехом в период 1818—1867. В то время язык эгегик юпик был одним из пяти диалектов центрально-юпикского языка.

## Природа
В прибрежных районах залива обитают некоторые виды птиц и тюлени.
Коммерческое объединение в Эгегике (R12T-03) занимается промышленной ловлей тихоокеанских лососей. В продажу поступают горбуши, кеты, нерки, кижучи и чавычи, пойманные в заливе Эгегик (R12T-01 & R12T-02) и в устье одноимённой реки.
| Латинский                | Русский | Английский   | Центрально-юпикский |
| ------------------------ | ------- | ------------ | ------------------- |
| Oncorhynchus tshawytscha | Чавыча  | King salmon  | Taryaqvak           |
| Нерка Oncorhynchus       | Нерка   | Red salmon   | Саяк                |
| Oncorhynchus кета        | Кета    | Chum salmon  | Kangitneq           |
| Oncorhynchus kisutch     | Кижуч   | Coho salmon  | Qakiiyaq            |
| Gorbuscha Oncorhynchus   | Горбуша | Pink salmon  | Amaqaayak           |
| Salvelinus malma         | Мальма  | Dolly Varden | Yugyaq              |